# بلاگووشچنکا (باشقیرستان)
بلاگووشچنکا (به لاتین: Blagoveshchenka) یک منطقهٔ مسکونی در روسیه است که در باشقیرستان واقع شده‌است.